# Јанченг
Јанченг (盐城) град је Кини у покрајини Ђангсу. Према процени из 2009. у граду је живело 629.389 становника.

## Становништво
Према процени, у граду је 2009. живело 629.389 становника.
| 1990.   | 2000.   | 2009    |
| ------- | ------- | ------- |
| 238.763 | 610.607 | 629.389 |